# Либеральная демократия
Либеральная демократия, реальная демократия или западная демократия — политический режим, в рамках которого представительная демократия сочетается с прямой демократией и идеями либеральной политической философии. Общими элементами либеральной демократии являются: выборы между несколькими отдельными политическими партиями, разделение властей на различные ветви власти, верховенство закона в повседневной жизни как часть открытого общества, рыночная экономика с частной собственностью, всеобщее избирательное право и равная защита прав человека, гражданских прав, гражданских свобод и политических свобод для всех людей.
Либеральная демократия ставит своей целью равное обеспечение каждому человеку его прав и свобод на соблюдение надлежащих правовых процедур, частную собственность, неприкосновенность личной жизни, свободу слова, свободу массовой информации, свободу собраний, свободу ассоциаций, свободу вероисповедания и т. д. Эти права либеральной демократией закреплены в высших законах (таких, как конституция или статут, либо же в прецедентных решениях, вынесенных верховными судебными инстанциями), которые, в свою очередь, наделяют различные государственные органы полномочиями с целью обеспечения этих прав и свобод.
Характерным элементом либеральной демократии является «открытое общество», характеризуемое толерантностью, терпимостью, свободой, плюрализмом, мирным сосуществованием и конкуренцией самого широкого спектра общественно-политических взглядов. Благодаря периодически проводимым выборам, каждая из групп, придерживающихся различных взглядов, имеет шанс приобрести власть. На практике радикальные, экстремистские или маргинальные точки зрения крайне редко играют значительную роль в либерально-демократическом процессе.

Термин либеральный в данном случае понимается так же, как в эпоху буржуазных революций конца XVIII века: обеспечивающий каждому человеку защиту от произвола со стороны власти и органов правопорядка.

## Структура общественно-политического устройства

### Политическая система
Демократический характер государственного устройства закреплён в основных законах и верховных прецедентных решениях, которые составляют конституцию. Основная цель конституции состоит в ограничении властных полномочий чиновников и правоохранительных органов, а также воли большинства. Достигается это с помощью целого ряда инструментов, главными из которых являются верховенство закона, независимые правосудие и судебная власть, конституционный и парламентский контроль, разделение властей (по ветвям и по территориальному уровню) и система «сдержек и противовесов» или система «взаимного надзора», которая обеспечивает подотчётность одних ветвей власти другим. Правомерными признаются только такие действия представителей власти, которые осуществляются в соответствии с опубликованным в письменном виде и в должном порядке законом (то есть так называемые секретные — неопубликованные — законы вовсе не имеют никакой правовой силы).
Хотя либеральные демократии включают элементы прямой демократии (референдумы, прямые выборы), подавляющее большинство верховных государственных решений принимается правительством. Политика этого правительства должна зависеть только от представителей законодательной власти и главы исполнительной власти, которые устанавливаются в результате периодически проводимых выборов. Подчинение правительства каким-либо неизбираемым силам не допускается. В промежутке между выборами правительство должно работать в режиме открытости и прозрачности, факты коррупции должны немедленно расследоваться и предаваться огласке.
Одним из главных положений либеральной демократии является всеобщее избирательное право, дающее каждому взрослому гражданину государства равное право голосования, независимо от расы, пола, материального положения, образования или других признаков. Реализация этого права, как правило, связана с определённой процедурой регистрации по месту жительства. Результаты выборов определяются только теми гражданами, которые фактически приняли участие в голосовании, однако часто явка должна превысить некоторый порог, чтобы голосование признавалось состоявшимся.
Важнейшей задачей выборной демократии является обеспечение подотчётности избранных представителей перед нацией. Поэтому выборы и референдумы должны быть открытыми, свободными, демократическими, независимыми, конституционными, правомерными, законными, легитимными, справедливыми, конкурентными, состязательными, соревновательными, честными и прозрачными. Им должна предшествовать свободная и честная конкуренция выразителей различных политических взглядов, сочетающаяся с равенством возможностей для избирательных кампаний. На практике политический плюрализм определяется присутствием нескольких (минимум двух) политических партий, которые имеют значимую власть. Важнейшим необходимым условием для этого плюрализма является свобода слова. Выбор людей должен быть свободен от преобладающего влияния армии, иностранных держав, тоталитарных партий, религиозных иерархий, финансовых и экономических олигархий, и любых других могущественных групп и группировок. Культурные, этнические, религиозные и прочие меньшинства должны иметь приемлемый уровень возможностей участия в процессе принятия решений, который, как правило, достигается путём предоставления им частичного самоуправления.

### Права и свободы
Наиболее часто приводимые критерии либеральной демократии имеют форму гражданских и политических прав и свобод. Большинство из этих прав и свобод было заимствовано из различных течений либерализма, однако приобрело функциональное значение.
- Право на жизнь
- Достоинство и свобода личности
- Свобода слова
- Свобода средств массовой информации и доступ к альтернативным источникам информации
- Свобода вероисповедания и публичного выражения религиозных взглядов
- Право на объединение в политические, профессиональные и другие организации
- Свобода собраний и открытой общественной дискуссии
- Политическая свобода и политический плюрализм
- Экономическая свобода
- Свободная торговля и конкуренция
- Академическая свобода
- Независимое правосудие
- Равенство перед законом
- Социальное равенство
- Право на соблюдение надлежащих правовых процедур в условиях верховенства закона
- Неприкосновенность частной жизни и право на личную и семейную тайну
- Право на владение собственностью и на частное предпринимательство
- Свобода передвижения и выбора места работы
- Право на образование
- Право на охрану здоровья
- Право на свободный труд и свободу от чрезмерной экономической эксплуатации
- Равенство прав (равноправие)
- Равенство возможностей

Некоторые из перечисленных прав и свобод в определённой степени ограничены. Однако все ограничения обязаны отвечать трём условиям: они должны строго соответствовать закону, преследовать праведную цель и должны быть необходимы и адекватны для достижения этой цели. Законы, вводящие ограничения, должны быть недвусмыслены и не давать возможность для разных толкований и, следовательно, произвола и беспредела. Среди легитимных целей числятся: защита репутации, достоинства личности, национальной безопасности, общественного порядка, авторского права, здоровья, этики, морали и нравственности. Многие ограничения носят вынужденный характер, чтобы права одних граждан не умаляли права других.
Особого внимания заслуживает то, что люди, принципиально несогласные с доктриной либеральной демократии (в том числе, по культурным или религиозным мотивам), наравне с остальными обладают теми же правами и свободами. Это вытекает из концепции открытого общества, согласно которой политическая система должна быть способна к самоизменению и эволюции. Понимание важности этого положения является относительно новым в либеральной демократии, и ряд её сторонников до сих пор считает легитимными правовые ограничения на пропаганду любых идеологий, враждебных этому режиму.

### Условия
Согласно распространённому мнению, для возникновения/становления либеральной демократии должен выполняться ряд условий. В качестве таких условий приводятся: развитая система правосудия, законодательная защита частной собственности, наличие широкого среднего класса и сильное гражданское общество.
Как показывает опыт, свободные выборы сами по себе редко обеспечивают либеральную демократию, и на практике часто приводят к «дефектным» демократиям, в которых либо часть граждан лишена избирательного права, либо избранные представители не определяют всю политику правительства, либо исполнительная власть фактически подчиняет себе законодательную и судебную, либо система правосудия не способна блюсти заложенные в конституции принципы. Последнее является наиболее часто встречающейся в демократиях (и не только в демократиях) проблемой.
Уровень материального благополучия в стране также едва ли является условием для перехода государства от авторитарного правления к либеральной демократии, хотя исследования показывают, что этот уровень играет значительную роль в обеспечении её устойчивости.
Между политологами существует спор, каким образом создаются устойчивые либеральные демократии. Наиболее распространены две позиции. Согласно первой из них для возникновения либеральной демократии достаточно длительного раскола элит и привлечения правовых процедур, а также более широких слоев населения к разрешению конфликтов. Вторая позиция состоит в том, что необходима длительная предыстория формирования демократических традиций, обычаев, институтов и т. д. тех или иных народов.

## История
До середины XIX века либерализм и демократия находились в определённом противоречии друг с другом. Для либералов основа общества есть человек-собственник, нуждающийся в её защите, и для которого не может носить остроту выбор между выживанием и сохранением своих гражданских прав. Подразумевалось, что только собственники участвуют в общественном договоре, в котором они дают правительству согласие на то, что оно правит, в обмен на гарантии защиты их прав. Напротив, демократия означает процесс формирования власти на основе волеизъявления большинства, в котором участвует весь народ (в том числе и неимущие).
С точки зрения демократов, лишение малоимущих избирательного права и возможности представлять свои интересы в законотворческом процессе есть форма порабощения. С точки зрения либералов, «диктатура черни» представляла угрозу для частной собственности и гарантии свободы личности. Эти опасения особенно усилились после Великой французской революции.

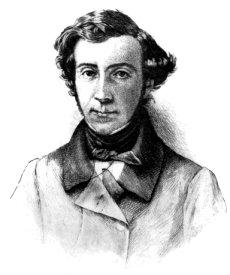
Алексис де Токвиль

Поворотным моментом стала работа Алексиса де Токвиля «Демократия в Америке» (1835), в которой он показал возможность общества, где личная свобода и частная собственность сосуществуют с демократией. По мнению Токвиля, ключом к успеху такой модели, получившей название «либеральная демократия», является равенство возможностей, а наиболее серьёзную угрозу для неё представляет вялотекущее вмешательство государства в лице правительства в экономику и попрание государственным правительством гражданских и политических прав и свобод.
После революции 1848 года и государственного переворота Наполеона III в 1851 году либералы всё больше стали признавать демократию как необходимое условие для построения либеральной системы. События показали, что без участия широких масс в общественном договоре либеральный режим просто перестает быть таковым, и реализация идей либерализма в полной мере остаётся утопией. Параллельно стали набирать силу социал-демократические движения, которые отрицали возможность справедливого общества, построенного на частной собственности и свободном рынке. С их точки зрения, полноценная демократия, в которой все граждане имеют равный доступ ко всем демократическим институтам (выборы, средства массовой информации, правосудие и т. д.), могла реализоваться только в рамках социализма. Однако убедившись в росте численности среднего класса, большинство социал-демократов отказались от ломки социальной системы, приняли решение участвовать в демократическом процессе и добиваться проведения законодательных реформ с целью мирной и плавной эволюции в сторону социализма.
К началу XX века социал-демократы стран Запада добились значительных достижений. Были значительно расширены избирательные права и начаты реформы, которые повысили уровень социальной защиты граждан. Эти процессы ускорились после Октябрьской революции 1917 года в России. С одной стороны, революция и последующая за ней национализация частной собственности сильно напугала правых (классических) либералов, которые признали необходимость сглаживания социальных противоречий и обеспечения равенства возможностей. С другой стороны, социалисты увидели в советском режиме угрозу для демократии и стали поддерживать укрепление защиты прав меньшинства и отдельных граждан.

## Либеральная демократия в мире

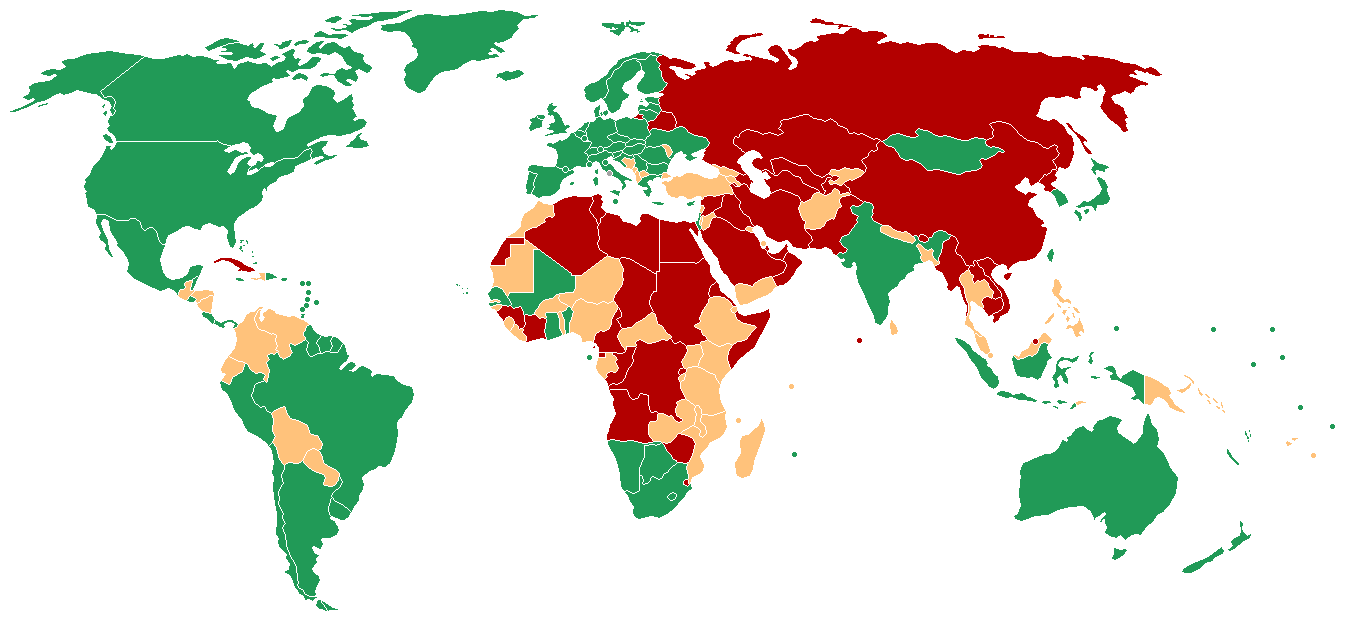
Карта, отражающая данные рейтинга «Freedom in the World 2008». ██ свободные страны
██ частично свободные страны
██ несвободные страны

██ свободные страны
 ██ частично свободные страны
 ██ несвободные страны

Государства по их системе правления
██ президентские республики
██ президентско-парламентские республики
██ парламентско-президентские республики
██ парламентские республики
██ парламентские конституционные монархии
██ конституционные монархии
██ абсолютные монархии
██ однопартийные режимы
██ военные диктатуры

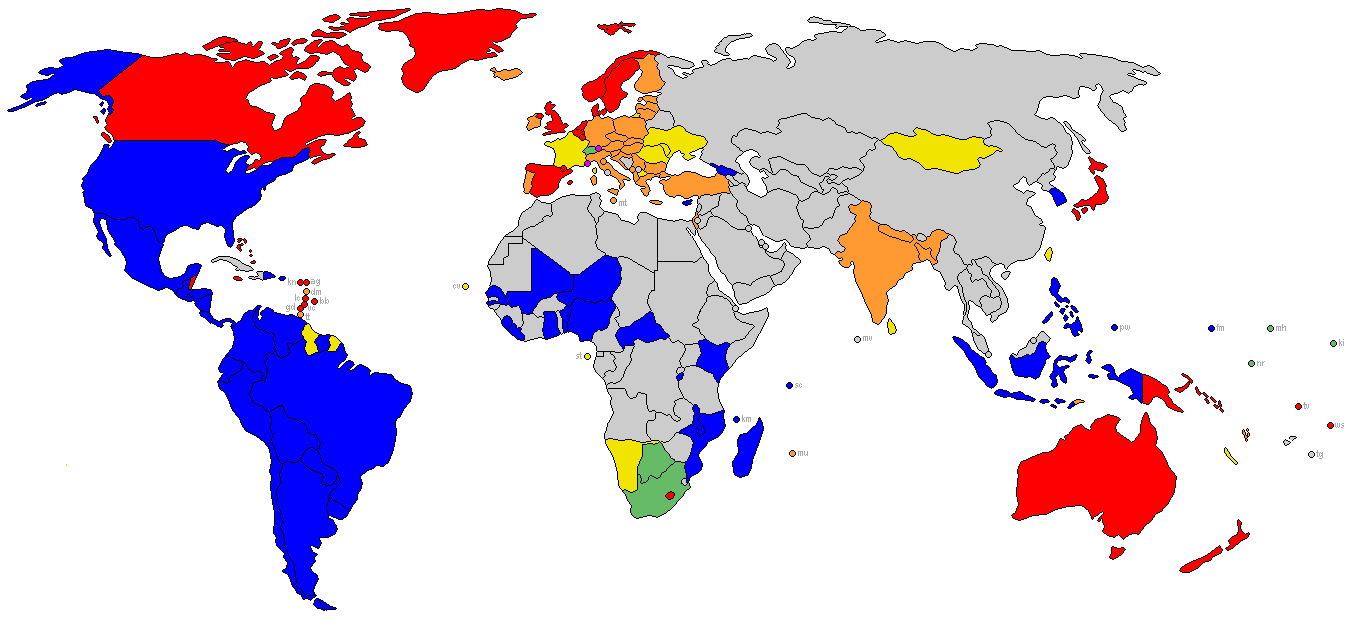
Выборные демократии по их системе правления. По мнению экспертов Freedom House, в этих странах смена правительства путём выборов возможна.

Ряд организаций и политологов ведёт рейтинги уровня либеральной демократии по странам мира. Среди этих рейтингов наибольшую известность имеют Polity Data Set (англ.), Freedom in the World, составляемый американской организацией Freedom House, и  (англ.).

### Типы либеральных демократий
Наличие либеральной демократии во многом определяется фактически реализованными принципами и соответствием режима вышеприведённым критериям. Например, Канада формально является монархией, однако фактически управляется демократически избираемым парламентом. В Великобритании формально высшей властью обладает наследственный монарх, однако фактически такой властью обладает народ, через избранных им представителей (также существует противоположная точка зрения, что парламентаризм в Великобритании — всего лишь ширма для абсолютной монархии). Монархия в этих странах во многом носит символический характер.
Существует множество систем выборов для формирования парламента, наиболее распространёнными из которых являются мажоритарная система и пропорциональная система. При мажоритарной системе территория разделяется на округа, в каждом из которых мандат достаётся кандидату, набравшему большинство голосов. При пропорциональной системе места в парламенте распределяются пропорционально числу голосов, отданных за партии. В некоторых странах часть парламента формируется по одной системе, а часть — по другой.
Страны также различаются по методу формирования исполнительной и законодательной власти. В президентских республиках эти ветви формируются раздельно, что обеспечивает высокую степень их разделения по функции. В парламентских республиках исполнительная власть формируется парламентом и находится в частичной зависимости от него, что обеспечивает более равномерное распределение объёма властных полномочий между ветвями.
Страны Скандинавии и Финляндия являются социал-демократиями. Это связано с высоким уровнем социальной защиты населения, равенством в уровне жизни, бесплатным образованием и здравоохранением, значительным государственным сектором в экономике и высокими налогами. Вместе с тем в этих странах государство не вмешивается в ценообразование (даже в государственном секторе, за исключением монополий), банки частные, и отсутствуют препятствия для торговли, в том числе международной; эффективные законы и прозрачные правительства надёжно защищают гражданские права людей и собственность предпринимателей.

### Либеральная демократия в России

#### Либеральная демократия до Октябрьской революции
До 1905 года в самодержавной Российской империи официальная идеология отрицала либеральную демократию, хотя такие идеи были популярны среди образованной части общества. В 1864 году были созданы цензовые представительные органы — земские собрания, а в 1870-е годы — городские думы, партии были фактически запрещены, существовала цензура. В 1904 году была создана либеральная партия — «Союз освобождения», объединившаяся в октябре 1905 года с Союзом земцев-конституционалистов (другая либеральная партия) в центристскую либеральную Конституционно-демократическую партию. После издания Николаем II Манифеста 17 октября 1905 года многие существенные элементы либеральной демократии (такие, как народное представительство, свобода совести, слова, ассоциаций, собраний и т. д.) стали интегрироваться в политическую систему российского государства. Однако полномочия Государственной думы были ограниченными, продолжались преследования непримиримой оппозиции (ПСР и РСДРП). В то же время правое крыло Союза земцев-конституционалистов организовалось в правую либеральную партию — Союз 17 октября. Кроме того были созданы ещё две либеральные партии — левоцентристская Партия свободомыслящих, программа которой была похожа на программы Трудовой группы и Партии народных социалистов, и левая Радикальная партия, программа которой была похожа на программы РСДРП и ПСР. Позже правое крыло КДП и левое крыло союза «17 октября» создали ещё две либеральные партии — Союз народного благоденствия и Партия мирного обновления, объединившиеся в третью крупную либеральную партию — Прогрессивную партию. На выборах в Государственную думу первого и второго созывов Конституционно-демократическая партия получала большинство голосов.
В июле 1907 года был повышен имущественный ценз и на выборах в Государственную думу третьего и четвёртого созывов большинство голосов получил Союз 17 Октября. После победы Февральской революции 1917 года сформированное Временным комитетом Государственной думы Всероссийское Временное правительство провело некоторые демократические реформы — расширило свободу совести, слова, собраний и союзов, провело выборы в городские думы и земские собрания на широких демократических началах. Были легализованы оппозиционные партии — Российская социал-демократическая рабочая партия и Партия социалистов-революционеров. При этом само Всероссийское Временное правительство не находилось под парламентским контролем, опиралось на старую цензовую Государственную думу. Избранный в сентябре 1917 года Всероссийский демократический совет не получил право контролировать кабинет министров.

#### Либеральная демократия при Советской власти
24 октября 1917 года Всероссийский демократический совет был распущен Петроградским Военно-революционным комитетом (органом Петроградского совета рабочих и солдатских депутатов, решавшего военные вопросы) и на следующий день были арестованы члены Всероссийского Временного Правительства.
Новый состав правительства был избран II Всероссийским съездом Советов рабочих и солдатских депутатов, а контроль над правительством стал осуществлять Всероссийский центральный исполнительный комитет Советов рабочих и солдатских депутатов — орган избранный съездом Советов. 5 января 1918 года после отказа признать власть Советов рабочих и крестьянских депутатов было распущено Всероссийское Учредительное собрание, которое хоть и не признало свой роспуск, но и не стало оказывать активное сопротивление. В мае 1918 года прошли перевыборы в советы рабочих и крестьянских депутатов на которых победила оппозиция, однако ВЦИК Советов отменил результаты этих выборов, оппозиция была выведена из советов, а в июле 1918 года была принята Конституция — постоянные губернские и уездные советы, заменялись непостоянными съездами советов. Оппозиционные организации — собрания уполномоченных фабрик и заводов были ликвидированы, оппозиционные рабочие митинги разгонялись.
В середине июля в Поволжье, Сибири и на Урале советская власть была упразднена, на этих территориях была восстановлена власть городских дум и земских собраний, однако в ноябре 1918 года в этой части России произошёл государственный переворот, власть была захвачена адмиралом Колчаком, начались преследования оппозиционных партий. В январе 1920 года Колчак был свергнут, 6 апреля была провозглашена Дальневосточная республика, было образовано Дальневосточное Временное правительство в составе социалистов и коммунистов, оппозиционные партии были легализованы, в январе 1921 года прошли выборы в Учредительное собрание Дальневосточной республики в которых участвовали все партии, однако в ноябре 1922 года Дальневосточная республика вошла в состав РСФСР и большевистский режим был распространён на всю Россию. В 1922 году прошёл судебный процесс над крупнейшей оппозиционной партией — ПСР, а в 1923 году большая часть организаций этих партий самораспустилась.
Эрозия и падение (т. н. «Перестройка») советского режима в России конце 1980-х — начале 1990-х годов имели истоки, главным образом, под либерально-демократическими лозунгами. В 1989 году прошли выборы народных депутатов СССР, в 1990 году — выборы народных депутатов РСФСР, а в 1991 году — выборы президента РСФСР, началось создание оппозиционных партий. Однако крупной либеральной партии создано не было.

#### Либеральная демократия в Российской Федерации
В 1993 году возникла довольно крупная либеральная партия — Российская объединённая демократическая партия «Яблоко» и умеренно-либеральный блок «Выбор России» (в 1994 году преобразован в партию «Демократический Выбор России», в 1999 году объединившуюся с рядом партий в партию «Союз Правых Сил» (СПС). В 1993 году Съезд народных депутатов России был упразднён. Выборы в Государственную Думу были назначены на 12 декабря, при этом большинство эфирного времени было отдано умеренно-националистической партии «ЛДПР». 12 декабря 1993 года прошли выборы в Государственную думу, на которых «Выбор России» занял второе место (первое у ЛДПР), а РДП «Яблоко» четвёртое место.
На выборах в Государственную думу 17 декабря 1995 года «Демократический выбор России» не прошёл, а РДП «Яблоко» среди прошедших 5 % барьер заняло последнее место. На президентских выборах 16 июня 1996 года кандидат от «Яблока» Г. А. Явлинский не прошёл во второй тур.
На парламентских выборах 19 декабря 1999 года СПС занял четвёртое место, «Яблоко» — шестое. На президентских выборах 26 марта 2000 года кандидат от «Яблока» Г. А. Явлинский занял третье место.
На парламентских выборах 7 декабря 2003 года «Яблоко» и «СПС» не прошли в Государственную Думу. На президентских выборах 14 марта 2004 года независимый кандидат, член СПС И. М. Хакамада заняла четвёртое место (3,8 %).
На парламентских выборах 2 декабря 2007 года СПС и «Яблоко» в Государственную Думу не прошли. На президентских выборах 2 марта 2008 года фактическому кандидату от СПС — М. Касьянову (официальный кандидат от СПС Б. Немцов отвёл в пользу него свою кандидатуру) было отказано в регистрации на основании того, что большинство подписей были подделаны.
Согласно рейтингу «Freedom in the World», СССР в 1990—1991 гг. и Россия в 1992—2004 гг. считались «частично свободными странами», однако начиная с 2005 г. Россия попала в список «несвободных стран».

## Критический анализ

### Достоинства
В публикации, профинансированной Всемирным банком, утверждается, что либеральная демократия обеспечивает подотчётность органов власти перед нацией. В случае, если народ недоволен политикой правительства (по причине коррупции и чрезмерной бюрократии, попыток обойти законы, ошибок в социальной, финансовой и/или экономической политике и т. д.), то на следующих выборах оппозиция имеет высокий шанс одержать победу. После её прихода к власти, самый надёжный способ удержаться — это не допустить ошибок предшественников (уволить коррумпированных или неэффективных чиновников, соблюдать законы, привлечь грамотных экономистов и т. д.) Таким образом, по мнению авторов работы, либеральная демократия облагораживает стремление к власти и вынуждает правительство работать на благо нации. Это обеспечивает относительно низкий уровень коррупции.
Вместе с тем, ряд стран (Швейцария, Уругвай) и регионов (Калифорния) активно используют элементы прямой демократии: референдумы и плебисциты.
Благодаря тому, что меньшинство способно оказывать влияние на процесс принятия решений, либеральная демократия обеспечивает защиту частной собственности для обеспеченных. Американский автор Элвин Пауэлл, основываясь на работе Альберто Абади, профессора Школы управления Джона Ф. Кеннеди Гарвардского университета, утверждает, что страны, обладающие широкой политической свободой, также как и страны с сильным автократическим режимом, характерны самым низким уровнем терроризма. Данный эффект, возможно, распространяется даже за пределы региона: статистика показывает, что начиная с конца 1980-х, когда в Восточной Европе многие страны встали на путь либеральной демократии, общее число военных конфликтов, этнических войн, революций и т. п. в мире резко уменьшилось  (англ.).
Ряд исследователей полагает, что эти обстоятельства (в особенности, экономическая свобода) способствуют экономическому подъёму и росту уровня благосостояния всего населения, выраженном в ВВП на душу населения . Вместе с тем, несмотря на высокие темпы экономического роста, некоторые либерально-демократические страны до сих пор являются относительно бедными (например, Уругвай, Маврикий, Коста-Рика), а ряд авторитарных режимов, наоборот, процветают (например, Сингапур, Катар, ОАЭ, Бруней).
По утверждению ряда исследователей, либеральная демократия более эффективно распоряжается имеющимися ресурсами в случае их ограниченности, чем авторитарные режимы. Согласно этому мнению, либеральные демократии характеризуются более высокой ожидаемой продолжительностью жизни и меньшей детской и материнской смертностью, независимо от уровня ВВП, неравенства в доходах или размера государственного сектора.

### Недостатки
Либеральная демократия является разновидностью представительной демократии, что вызывает критику со стороны приверженцев прямой демократии. Они утверждают, что в представительной демократии власть большинства выражается слишком редко — в момент выборов и референдумов. Реальная же власть сосредоточена в руках очень небольшой группы представителей. С этой точки зрения, либеральная демократия ближе к олигархии, в то время как развитие технологий, рост образованности людей и повышение их вовлечённости в жизнь общества создают предпосылки для передачи всё больших властных полномочий в руки народа напрямую.
Марксисты и анархисты полностью отрицают, что либеральная демократия является народовластием, называя её «плутократией». Они утверждают, что в любой буржуазной демократии реальная власть сосредоточена в руках у тех, кто контролирует финансовый капитал. Только весьма состоятельные граждане могут позволить себе политические кампании и распространение своей платформы через СМИ, так что избранной может быть только элита или те, кто заключают сделки с элитой. Такая система узаконивает неравенство и облегчает экономическую эксплуатацию. Кроме того, продолжают критики, она создаёт иллюзию справедливости, так что недовольство масс не приводит к бунтам. В то же время, «вброс» определённой информации способен вызвать прогнозируемую реакцию, что приводит к манипулированию сознанием масс со стороны финансовой олигархии. Сторонники либеральной демократии считают данный аргумент лишённым доказательной базы: например, СМИ редко озвучивают радикальные точки зрения потому, что это не интересно широкой публике, а не из-за цензуры. Однако они соглашаются, что финансирование избирательных кампаний является существенным элементом в системе выборов и что в ряде случаев оно должно быть государственным. По этой же причине во многих странах имеются общественные СМИ, проводящие политику плюрализма.
Стремясь удержать власть, выбранные представители в первую очередь озабочены мерами, которые позволят им сохранить позитивный имидж в глазах избирателей на следующих выборах. Поэтому они отдают предпочтение таким решениям, которые принесут политические дивиденды уже в ближайшие месяцы и годы, в ущерб малопопулярным решениям, эффект которых проявится только через несколько лет. Однако высказывались сомнения, является ли данный недостаток действительно недостатком, ибо осуществление долгосрочных прогнозов для общества крайне затруднительно, и поэтому акцент на краткосрочных целях может оказаться более эффективным.
С другой стороны, чтобы усилить вес своего голоса, отдельные избиратели могут поддерживать специальные группы, занимающиеся лоббированием. Такие группы способны получать государственные субсидии и добиваться решений, отвечающих их узким интересам, но при этом не отвечающих интересам общества в целом.
Либертарианцы и минархисты критикуют либеральную демократию за то, что выбранные представители часто меняют законы без видимой необходимости. Это затрудняет способность граждан соблюдать законы и создаёт предпосылки для злоупотреблений со стороны правоохранительных органов и чиновников. Сложность законодательства также приводит к медлительности и громоздкости бюрократической машины.
Существует распространённое мнение, что режимы с высокой концентрацией власти оказываются более эффективными в случае войны. Утверждается, что демократия требует длительной процедуры согласования, народ может возражать против призыва. В то же время монархии и диктатуры в состоянии быстро мобилизовать необходимые ресурсы. Однако последнее утверждение часто противоречит фактам.
Кроме того, ситуация существенно меняется при условии наличия союзников. Определённость во внешней политике приводит к большей эффективности военного союза между демократическими режимами, чем между авторитарными.